# 名張市消防本部
名張市消防本部（なばりししょうぼうほんぶ）は、三重県名張市の消防部局（消防本部）。管轄区域は名張市全域。

## 概要
消防本部：名張市鴻之台1番町2番地 
- 消防署1カ所
- 主力機械（2024年）消防年報
  - 消防ポンプ自動車：5
  - 水槽付消防ポンプ自動車：1
  - はしご付消防自動車：1
  - 化学消防自動車：1
  - 救助工作車：1
  - 救急自動車：6
  - 水槽車：1
  - 指揮車：1
  - 資機材搬送車：2
  - 査察広報車：2
  - 指令車：1
  - 指揮広報車：1
  - 査察支援車：1

## 沿革

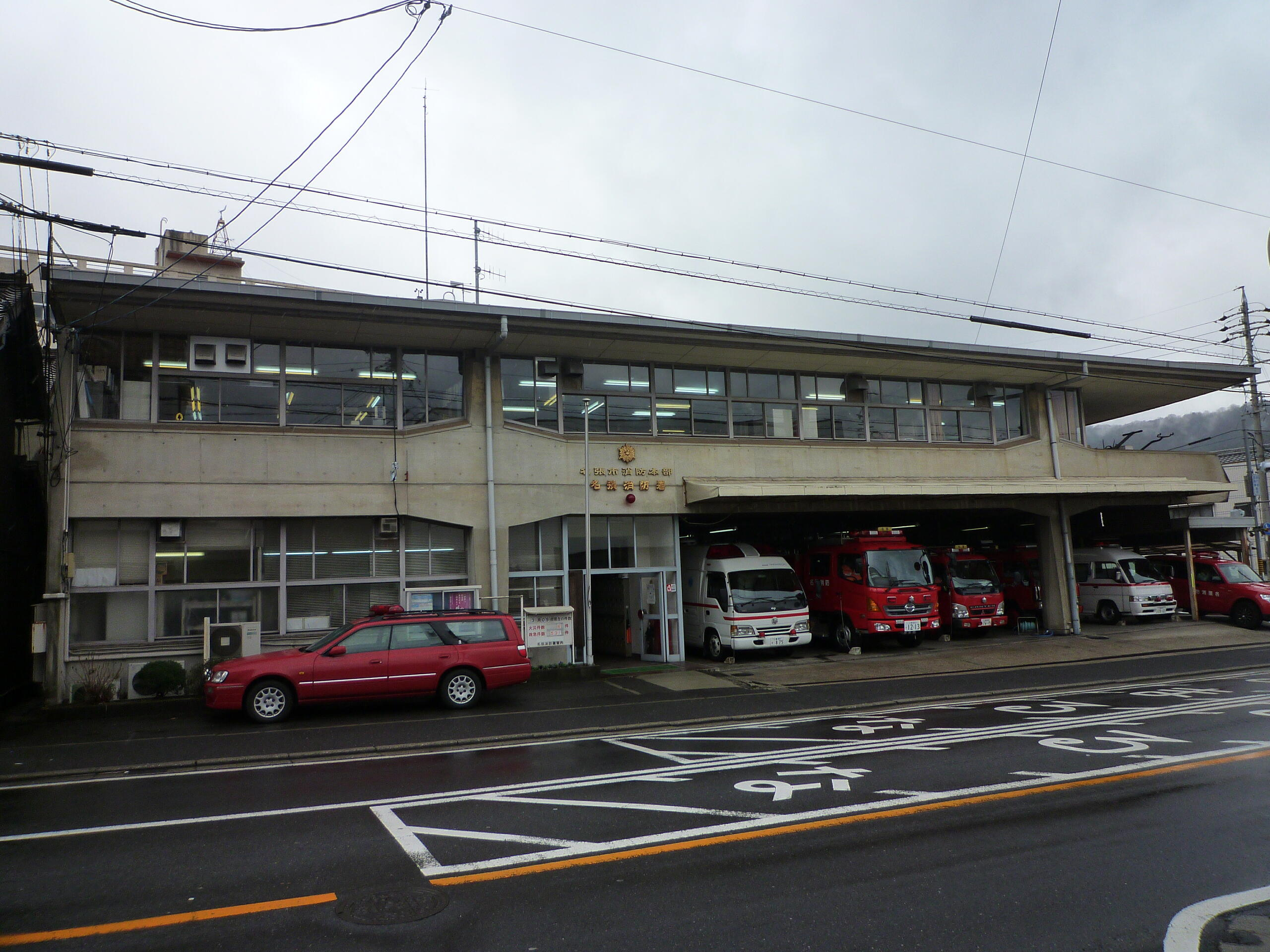
旧名張市消防本部名張消防署（名張市栄町）

- 1959年2月 名張市消防本部(名張市全域を管轄)開庁、名張市の消防が常備化される
- 1961年3月 消防本部が栄町2873番地の1に移転
- 1967年4月 名張消防署発足
- 1971年10月 名賀郡青山町(当時)と伊賀南部消防組合を設置、名張消防署青山分署が設置される
- 1972年9月 名張消防署青山分署が移転
- 1975年5月 名張消防署桔梗が丘分署が設置される
- 1980年3月 名張消防署青山分署が現在地に移転
- 1984年11月 名張消防署つつじヶ丘出張所が設置される
- 1999年4月 名張消防署青山分署を青山消防署とする
- 2004年11月 市町村合併により伊賀市発足、管轄を名張市と伊賀市の一部(旧青山町域)とする
- 2007年4月 伊賀南部消防組合を解散、名張市域を管轄とする名張市消防本部設立、伊賀市域は伊賀市消防本部の管轄となる
- 2010年6月21日 消防本部が現在地に移転、防災センターを併設
- 2024年4月1日 伊賀市消防本部内に設けた「伊賀地域消防指令センター」に通信指令業務を委託開始。

## 消防署
| 消防署     | 住所                   | 分署・出張所                                                                                    |
| ---------- | ---------------------- | ----------------------------------------------------------------------------------------------- |
| 名張消防署 | 名張市鴻之台1番町2番地 | 桔梗が丘分署：名張市桔梗が丘6番町1街区131番地3 つつじが丘出張所：名張市つつじが丘南7番町36番地3 |

## その他
- 2007年11月、広報啓発活動の一環としてローカルヒーロー「119団アンシンダー」がつくられた。消防フェスティバルなどで活動している。
- 2020年4月、外国人居住者や旅行者の通報に対応するため、最大11カ国語に同時通訳できる体制を整えた[1]。